# Xanthipus
Xanthipus (* 1985 in Aarau; eigentlich Silvan Hächler) ist ein Schweizer Musikproduzent und DJ aus Aarau.

## Biografie
Xanthipus veröffentlichte 2002 seinen ersten Tonträger CH-Slang-Extrem-Struub über sein eigenes Label xss-hiphop. 
Heute produziert Xanthipus schweizweit und auch im Ausland für diverse Künstler. 
Bekanntheit erlangte Xanthipus 2004 mit dem Album  Beat Striit, auf dem u. a. Black Tiger, Brandhärd, Rapreflex, 3-Sächser, Marzelez, Underclassmen, Semantik, Saubanner vertreten waren.

## Diskografie (Auswahl)
- 2022 CD/Vinyl Sophie & Pit - M.R.X.
- 2022 CD Ope - Stung für Stung
- 2020 CD/Vinyl Chaostruppe - Umverteilig zu üs
- 2017 (Mixcloud) Baba Fresh & Xanthipus - Young and Höfli
- 2015 CD (N/A) Chaostruppe - Chumm Mir Göh Use!
- 2010 CD (N/A) Hood Squad - Für Die Wo Nid Gnueg Griege
- 2009 CD (N/A) KIS - Kistape
- 2009 CD (xss-hiphop)Alles Roger - Meh Als Alles
- 2009 CD (Mittelfinger) Adept - Perspektive-los